# Commission de contrôle, de vérification et d'inspection des Nations unies
Cet article possède un paronyme, voir Coq au vin.
 (août 2021).
La Commission de contrôle, de vérification et d'inspection des Nations unies (COCOVINU) était un organe subsidiaire du Conseil de sécurité des Nations unies chargé de l'inspection des armes en Irak.
Créée fin 1999, elle a été dissoute par le Conseil de sécurité le 29 juin 2007 à l'adoption de la résolution 1762.

## Historique
Elle fut créée, en vertu de la résolution 1284, adoptée par le Conseil de sécurité le 17 décembre 1999, pour succéder à la commission spéciale des Nations unies (UNSCOM) qui était accusée d'être utilisée par des agents de la CIA pour espionner l'Irak.
La COCOVINU devait poursuivre le mandat de cette dernière à savoir désarmer l'Irak de ses armes de destruction massive (armes chimiques et biologiques et missiles de portée supérieure à 150 km) et mettre en œuvre le système de contrôle et de vérification visant à s'assurer du respect par l'Irak de ses obligations de ne pas acquérir les mêmes armes, dont la possession avait été interdite par le Conseil de sécurité.
Hans Blix en fut le président exécutif avant d'être remplacé par le Grec Demetrius Perricos en juillet 2003. M. Perricos était jusqu’alors directeur de la division de la planification et opérations. Le président exécutif était tenu de faire rapport au Conseil de sécurité sur les activités de la COCOVINU tous les trois mois. Il était aidé dans sa charge par 16 experts, membres du collège des commissaires de la COCOVINU, dont la mission était de fournir des avis et des conseils au président exécutif dans l'exécution de ses fonctions.
La Commission était financée à partir d'un faible pourcentage des fonds produits par l'exportation de pétrole par l'Irak dans le cadre du programme « pétrole pour nourriture » jusqu’à la clôture de ce programme. Le personnel de la Commission incluait des spécialistes en armements dans les domaines missiles, biologiques et chimiques, des analystes, des scientifiques, des ingénieurs et des planificateurs des opérations. La COCOVINU comprenait quatre divisions (planification et opérations, analyse et évaluation, information, appui technique et formation) de même qu'un service administratif. Son siège était situé à l'Organisation des Nations unies à New York.